# Comunidad campesina de San Miguel de Utcuyacu
La comunidad campesina de San Miguel de Utcuyacu es una comunidad campesina quechua ubicada en el distrito de Cátac de la provincia de Recuay en la región Áncash, Perú. Fue reconocida por el estado peruano como comunidad campesina el 14 de enero de enero de 1997 mediante la resolución de reconocimiento R.D. 003-97-RCH/DR.AG. Esta comunidad campesina cuenta con una extensión de 14 036 ha.
Es un pueblo indígena quechua, su lengua originaria es el quechua ancashino y su población actual es de 230 habitantes. El 51 % de su población son mujeres, mientras que el 49 % corresponde a población masculina. 
Resulta importante mencionar que la comunidad campesina de Cátac también se encuentra en el mismo distrito.

## Historia
Ante de la reforma agraria de 1969, los territorios y familias de lo que hoy la comunidad campesina de Utcuyacu eran parte de la Hacienda Utcuyacu de propiedad del Colegio Nacional la Libertad de Huaraz.
Durante 1971, la cooperativa Cordillera Blanca (compuesta por 370 exfeudatarios de la hacienda Arhuaycancha) y la Cooperativa San Miguel de Utcuyacu (compuesta por 90 feudatarios de la hacienda Utcuyacu) conformaron el proyecto Sociedad Agrícola de Interés Social Atusparia (SAIS Atusparia). Durante su funcionamiento se vieron bajas económicas y de disminución de posesión de la tierra; entre ellas cerca de 15 000 ha de pastos naturales que fueron invadidas por la comunidad de Cátac, apropiación del predio Arhuaycancha (6500 ha) por ex feudatarios organizados en la Cooperativa de Servicios Cordillera blanca que se negaban a formar parte del SAIS y solo en Utcuyacu se redujo de 33 000 a 23 000 cabezas de ganado ovino entre 1971 y 1978.
En la década de 1980, los miembros de la Cooperativa San Miguel de Utcuyacu inician el proceso para transformarse en comunidad campesina.
La SAIS fue liquidada entre 1996 y 1997, sus terrenos y activos pasaron a dos comunidades campesinas: la comunidad San Miguel de Utcuyacu que estaba conformada por 128 comuneros y a la comunidad campesina Cordillera Blanca (antes cooperativa "Cordillera Blanca").

## Actividad económica
Sus principales actividades económicas son el transporte, turismo y comercialización de insumos agropecuarios.
Además, entre sus actividades económicas se encuentra la ganadería y la agricultura. Estas actividades se realizan en suelos adyacentes al pasivo minero Chahuapampa, donde se ha determinado concentraciones que exceden el estándar de calidad ambiental para uso agrícola en el caso del As, Cd y Pb.
Durante el 2022, la comunidad campesina denunció la caída del 50% de su producción de su producción de leche debido a la falta de pastos y denunciaban la demora de la ejecución de proyecto de riego prometido por el Ministerio de Agricultura y Riego (ahora MIDAGRI) durante el 2015.